# Padres e hijos (novela)
Padres e hijos (en ruso: «Отцы и дети»; Ottsý i deti) es una novela del escritor ruso Iván Turguénev, escrita en 1860 y publicada en 1862. El tema principal del libro son las diferencias intergeneracionales en la sociedad rusa de la segunda mitad del siglo XIX. Turguénev pone atención especial en el desfase de opiniones, ideologías y posiciones políticas entre los protagonistas y sus padres. La maestría del texto radica en la descripción de personajes prototipos de la época y en el detalle minucioso de sus vidas cotidianas.

## Argumento principal
Arkadi y Bazárov son dos jóvenes recién graduados de la universidad que deciden tomar unas vacaciones en la hacienda de la familia de Arkadi, los Kirsánov, en Máryino. En la hacienda, los esperan el padre de Arkadi, Nikolái, y su tío, Pável, un militar retirado de modales refinados. A su llegada, Arkadi se alegrará al enterarse de que su padre ha tenido un hijo con una mujer del servicio, Fiéniechka. 
La anhelada reunión de los Kirsánov será empañada por Bazárov, que desde su llegada a Máryino se mostrará crítico de la forma en que los Kirsánov administran su hacienda y su entendimiento limitado de los siervos recién liberados. Para Bazárov, los Kirsánov son el epítome de viejos anticuados a los que la realidad rusa ha superado. El carácter indolente del joven, pero sobre todo su nihilismo, chocará irremediablemente con las costumbres aristocráticas de Pável, por lo que discutirán frecuentemente sobre temas como la autoridad y la valía de la química sobre la poesía. 
La llegada de un pariente lejano de Arkadi a la ciudad cercana hará que los jóvenes abandonen Máryino para ir en su búsqueda. Durante su estancia en la urbe, Arkadi y Bazárov se encontrarán con Kukshiná, una feminista emancipada que gusta de armar tertulias con hombres menores que ella, y con Sítnikov, uno de tantos burócratas inútiles que plagan la administración del Estado ruso. Su vida en la ciudad los llevará a una reunión donde conocerán a Odintsova, una hermosa viuda, seis años mayor que ellos, de la que ambos muchachos se enamorarán al instante, para entusiasmo de Arkadi y turbación de Bazárov. 
Ambos aceptarán la invitación de la mujer de ir a su hacienda, en Nikólskoe, que queda a medio camino de la ciudad y la casa de Bazárov. Instalados en la propiedad de la terrateniente, conocerán a Katia, su hermana menor. Durante su estancia, Bazárov y Odintsova entablaran una relación amorosa platónica, mientras Arkadi y Katia se volverán muy buenos amigos. El fortalecimiento de la relación entre Bazárov y Odintsova hará mella en la amistad entre los jóvenes. Sin embargo, ante las señales confusas que Odintsova manda a Bazárov sobre su relación, ambos jóvenes deciden emprender el camino a la casa de Bazárov. 
Los padres de Bazárov se ponen muy contentos de tener a su hijo en casa, ya que desde hace tres años no lo ven; su madre les prepara un festín,  y su padre, un médico militar retirado, intenta en vano contener las muestras de orgullo que siente por su vástago. Sin embargo, ante la falta de actividades en la propiedad, los jóvenes deciden regresar por el equipo científico que Bazárov había dejado en Máryino. En su camino hacen una pequeña parada en Nikólskoe, donde Odintsova no los recibe bien y se marchan para continuar su camino hacia la hacienda de Arkadi.
De regreso en la Hacienda de los Solterones, la amistad entre ambos jóvenes llega a su fin por el desgaste que ocurrió en su relación durante sus viajes. La animadversión entre ambos llega a tal punto que Arkadi, no pudiendo sacar de su cabeza a Katia, se da cuenta de que está enamorado de ella y regresa a la casa de Odintsova sin avisar a Bazárov. Ahí, le declara su amor a Katia y le pide su mano; esta acepta. Bazárov, por su parte, se queda en casa de Arkadi y sigue discutiendo de vez en cuando con Pável, aunque de manera mucho más cortés que durante su primera visita. Durante su estancia y debido a la melancolía que siente por los desaires de Odintsova, Bazárov empieza a coquetear con Fiéniechka, que todavía no formaliza su relación con el padre de Arkadi. Una noche, Bazárov la besa y esta lo rechaza. Pável observa la escena y sintiendo que los atrevimientos del joven han comprometido el honor de los Kirsánov, lo reta a duelo. Durante el encuentro, Pável es herido en la pierna y Bazárov abandona la casa de Arkadi definitivamente para regresar a la suya. Pável, a su vez, renuncia a su amor secreto por Fiéniechka y conmina a Nikolái a casarse con ella; después, deja el país. 
Antes de llegar a su casa, Bazárov hace una visita rápida a Odintsova donde ella le dice que ha malentendido sus sentimientos, lo que significa una grave aflicción para el joven. Antes de irse, Bazárov se encuentra con Arkadi, le cuenta sobre el duelo con su tío y le da su bendición en su boda con Katia. Los amigos hacen las paces y no se vuelven a ver. Ya en su casa,  Bazárov se vuelve muy melancólico por la decepción amorosa y empieza a practicar su profesión, la medicina. Un día llega un campesino pidiendo atención de urgencia para su hermano, que tiene tifus. El campesino muere, pero Bazárov se traslada a su casa para ayudar al médico local a hacerle una autopsia.  Durante el procedimiento, se corta y contagia fatalmente de la enfermedad. Bazárov muere en su casa, no antes de que Odintsova viaje rápidamente a despedirse.

## Sobre el autor y la novela
Iván Turguénev nació en 1818 en Oriol en una familia adinerada. Pasó su juventud en su hacienda, donde tuvo contacto cercano con los siervos y su estilo de vida. Dado el carácter violento de su madre, que lo hacía azotar con frecuencia, experimentó las vicisitudes que los campesinos tenían que soportar al señor al que estaban emparejados. 
Estudió letras en la Universidad de Moscú y San Petersburgo, después tomó algunos cursos en la Universidad de Berlín, donde entró en contacto con un grupo de jóvenes rusos que serían el núcleo de la filosofía idealista alemana.  Sin necesidad económica de trabajar, se dedicó a la escritura. Su primer éxito importante fue Memorias de un cazador, en el que destacó por su descripción nítida de la vida de los campesinos, rompiendo definitivamente con el estilo idealizado que se tenía de la vida de los siervos. A la muerte del escritor Nikolái Gógol, Turguénev escribió un texto en su honor que no gustó a las autoridades rusas, por lo que estuvo detenido un mes en la cárcel y después fue confinado un año a su hacienda. En 1856, cuando se le permite viajar al extranjero, decidió establecer en París su residencia definitiva. Su presencia en la capital francesa contribuyó a que uno de los escritores rusos mejor conocidos en Europa. A su vez, el estilo de vida y pensamiento continental influyeron en sus escritos.  En Francia entró en contacto con reconocidos literatos, como Maupassant y Flaubert. Murió en Bougival, cerca de París, el 29 de agosto de 1882. Su cadáver se enterró en el cementerio de San Petersburgo. 
Turguénev empezó a escribir Padres e hijos en 1860, terminando el manuscrito original el año siguiente y publicándolo en 1862 en una revista de derecha llamada El Mensajero Ruso (Russki Viéstnik). Se sabe que el autor realizó múltiples revisiones al texto para evitar tener problemas con las autoridades rusas y para que la novela no fuera una apología al nihilismo. La obra fue muy polémica y le causó la enemistad de la derecha e izquierda porque permitía un margen de interpretación muy amplia sobre los jóvenes revolucionarios que después cobraron fuerza en la vida pública rusa.

## Análisis
Turguénev, a diferencia de sus contemporáneos Tolstói y Dostoyevski, no era un predicador. Sus pasajes literarios tenían el mero propósito de describir, con detalle minucioso, los sucesos diarios de la sociedad rusa. Separándose del romanticismo que caracterizaba al estilo literario de la época, Turguénev mostró una realidad no idealizada mediante la cual emitía una crítica social disimulada. De esta manera, pues, se explica que sus escritos, con una sola excepción, no hayan sido perseguidos en una época caracterizada por la censura.
En su rechazo a la manera tradicional de escribir, Turguénev se parece a su protagonista Bazárov: rompe con la corriente del momento, se aleja de los valores de la sociedad en la que se desenvuelve y busca la verdad desde un punto de vista diferente. Para el autor, 1860 es, sin duda, la época de las confrontaciones entre lo nuevo y lo tradicional. En Padres e hijos, Turguénev traza el conflicto moral entre la generación bienintencionada, débil e inútil de los años 40, y la juventud nihilista prerrevolucionaria, fuerte y decidida. Para esta última no hay religión, ni valores estéticos o morales relevantes, lo importante es el avance científico, el aferro a todo lo que es comprobable en contraposición a las supersticiones, la banalidad y el atraso de la época. Esta nueva generación, que ya se conocerá como raznochínets, será la semilla de la intelligentsia rusa, famosa por su actitud crítica frente al intelectualismo de la nobleza.
La obra de Turguénev se caracteriza por la vinculación de personajes con su tiempo y espacio, constreñidos por las normas y costumbres a las que estaban habituados. Sus personajes son fieles descripciones de las relaciones sociales de la Rusia de Alejandro II de Rusia, donde el atraso y miseria de los recién liberados siervos se unía a la desidia de los pequeños terratenientes, arruinados por su mala administración. Si Turguénev dedicó gran parte de su obra, y la mayoría de los capítulos de Padres e hijos, a esta clase en decadencia –y su relación con los siervos– es porque esa era la experiencia que había tenido de niño. En carne propia experimentó el atraso de la vida rural y el aburrimiento de los pequeños burgueses que sólo deseaban ir a la ciudad para entrar en el aparato administrativo ruso y ser invitados a bailes y eventos banales. Así, pues, los hermanos Kirsánov, Odintsova y los padres de Bazárov ponen de manifiesto una clase de propietarios de clase media, minoría entre la población rusa, que con diferentes niveles de riqueza, dedican sus días a la ociosidad. Kukshiná y Sítnikov, por otra parte, representan la decadencia de una clase urbana, trepadora y sin motivaciones, que juega a ser intelectual, pero que tiene la misma ociosidad que su par del campo.
Frente a esta gama de personajes desidiosos, Bazárov se antepone como un personaje vivaz, activo, totalmente realista, hijo de una clase media que critica las costumbres de los viejos y la aristocracia; es un soplo de viento fresco y renovador a la parsimonia de la época. Jóvenes como Bazárov abundaban ya en las universidades rusas. Si bien todavía no tenían una ideología clara, fueron los precursores de los revolucionarios que atentaron exitosamente contra la vida de Alejandro II en 1881. En el nihilismo de Bazárov, Turguénev se adelantó a su tiempo: anticipó, con bastante exactitud, la evolución política de su país y la radicalización de los jóvenes. Ante la decadencia del estado zarista, el autor previó la inevitable rebeldía de los jóvenes ante los viejos. En la época en que se escribió Padres e hijos, el conflicto generacional ya se empezaba a trazar.
Durante la novela, este choque inevitable es palpable en varios momentos, sobre todo, en las conversaciones entre Bazárov y Pável. Estas representan el enfrentamiento, abierto y sin tapujos, entre la rebeldía del joven y las costumbres aristocráticas, refinadas al extremo, del viejo. El desfase de intereses, valores y  hábitos se hace evidente en dos diálogos entre los ambos personajes. En el primero, momentos antes del duelo entre Bazárov y Pável, el joven le reprocha al militar: “usted me habla en francés, yo le hablo en latín”. En el segundo diálogo, Bazárov le asegura a Pável que “un buen químico es mucho mejor que veinte poetas”. De esta manera se hace evidente el desprecio que Bazárov le tiene a las formas de su tiempo, elegantes y vacías –entre la aristocracia de ese tiempo era más común hablar en francés que en ruso– y las artes, que considera improductivas y elitistas. Para Bazárov, el sentimentalismo y la naturaleza anticuada son maldiciones que deben revertirse a la brevedad posible, por lo que insta a Arkadi a que dé a su padre un volumen de Materia y Fuerza de Büchner en lugar de los poemas de Pushkin que el viejo solía leer en sus tardes libres.
La figura de Bazárov no fue bien recibida entre los lectores de la época. La derecha acusó a Turguénev de hacer una apología de los jóvenes revoltosos, mientras la izquierda, enfadada por el diario en el que se publicó la novela, le reprochó que Bazárov se convirtiera en un sentimentalista antipático al final de la novela. Isaiah Berlin dice que se formaron cinco corrientes de opinión en torno a la novela. Por un lado, estaba la opinión de la derecha extrema, que veía en Bazárov un intento de agradar a los jóvenes y alentarlos a ponerse en contra del orden establecido; otros, felicitaban a Turguénev por mostrar el barbarismo de la sociedad rusa y la subversión de los jóvenes; una tercera corriente, lo acusaba de mostrar una imagen tergiversada de los jóvenes y alentar a los radicales a actuar frente a la pasividad de los  no radicalizados; la cuarta agradecía al autor por su sinceridad y humanidad al describir a los personajes de la sociedad rusa sin miramientos; finalmente, había los que concluyeron que Turguénev no sabía qué quería mostrar, que sólo estaba describiendo en lugar de transmitir un mensaje. Ante estas acusaciones, Turguénev aseguró que en la sociedad rusa se solía representar a la juventud como una masa belicosa y terrible o como santa y fiel a los preceptos que les habían sido heredados. Ante esa dicotomía falaz, el autor decidió adoptar un punto medio, capaz de mostrar los matices de una generación que deseaba el cambio, pero que arrastraba consigo los lastres de su educación y podía ser víctima de las pasiones de los seres humanos. Bazárov era el símbolo del cambio que todavía no puede repudiar enteramente su pasado, la combinación de lo nuevo y lo viejo.
Otra cuestión importante que se entrevé en las páginas de Padres e hijos es la cuestión de los siervos. Aunque la novela se publicó en 1862, el autor comenzó a redactarla en 1860, un año antes de que Alejandro II los liberara. Su liberación, sin embargo, no representó la mejora en sus condiciones de vida que se esperaba, ya que no se calculó adecuadamente la cantidad de tierra que deberían recibir, por lo que enfrentaron situaciones de pobreza tan extremas, a veces incluso peores, que las que tenían en el antiguo régimen.
Turguénev, que había sido sensibilizado al trato inhumano que los siervos recibían de sus patrones, actuó de igual manera que su personaje Nikolái Kirsánov y dio libertad a sus siervos antes del edicto real. Sus relatos sobre vida de los campesinos en Memorias de un cazador gustaron tanto que se lo invitó a ser parte de la comisión examinadora de la reforma de su liberación, lo que lo hacía muy orgulloso. Sin embargo, a través del relato podemos observar un cambio de actitud hacia los campesinos. Mientras al principio de la novela, en el camino de ida a Máryino, Arkadi y Nikolái hablan de la emancipación de los siervos y se vislumbra una posibilidad de mejora en sus condiciones de vida, en los últimos capítulos Pável y Bazárov ponen en duda el raciocinio de estos. Este cambio fue consecuencia del fracaso de la emancipación como vehículo para mejorar el bienestar de los siervos que ya era visible mientras Turguénev estaba revisando el manuscrito de su libro para la publicación. Turguénev incluso llega a poner en duda su entendimiento de los siervos en un pasaje, próximo al final de la historia, en el que Bazárov interroga a un campesino sobre su vida. El campesino le responde amablemente, pero con obvia ignorancia, y pronto Bazárov adopta un tono paternalista. Sin embargo, tan pronto como el joven se aleja, el campesino empieza a burlarse de él con otro trabajador, alegando que esos señores no comprenden nada de la realidad de los campesinos.